# Chion-in

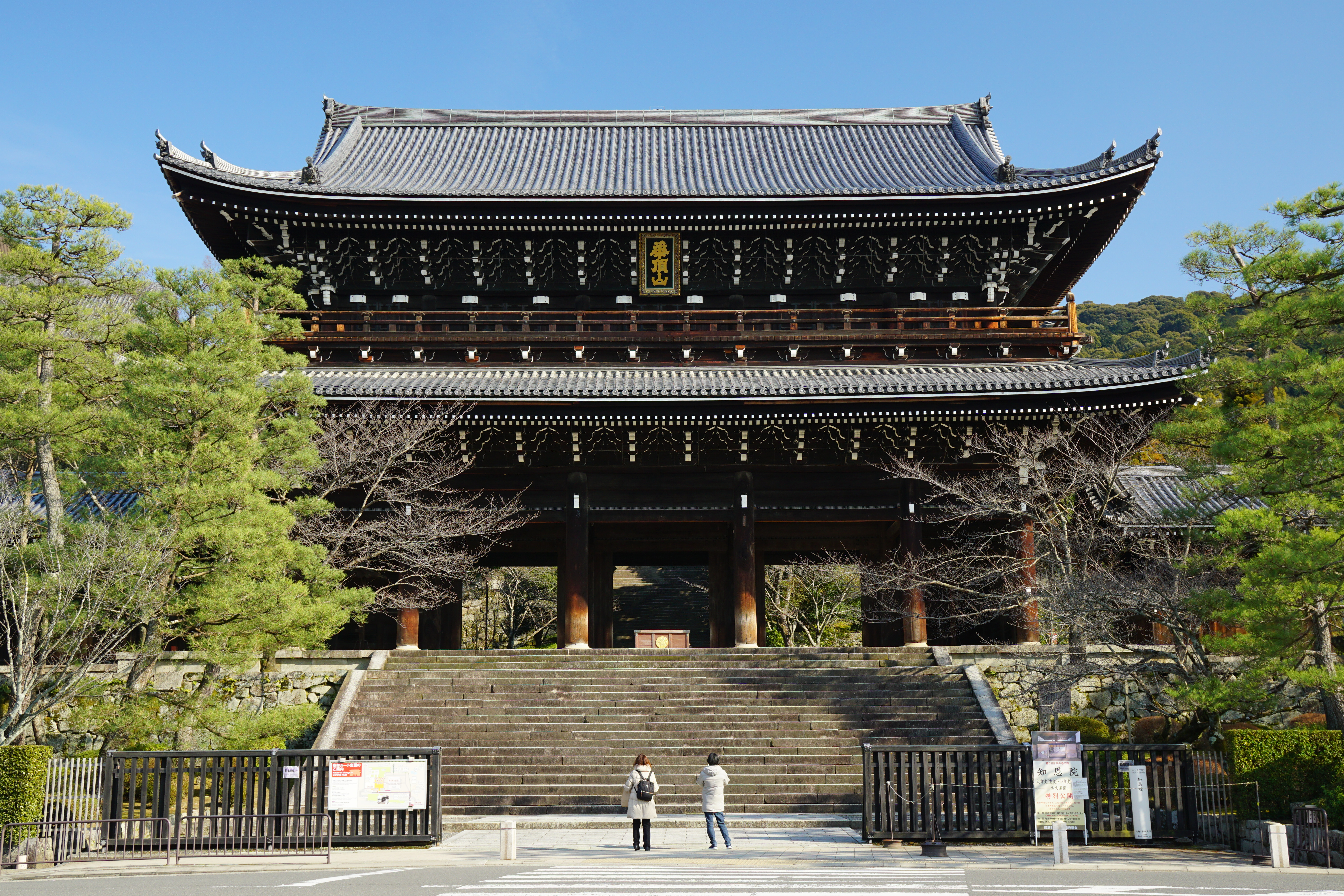
Sanmon

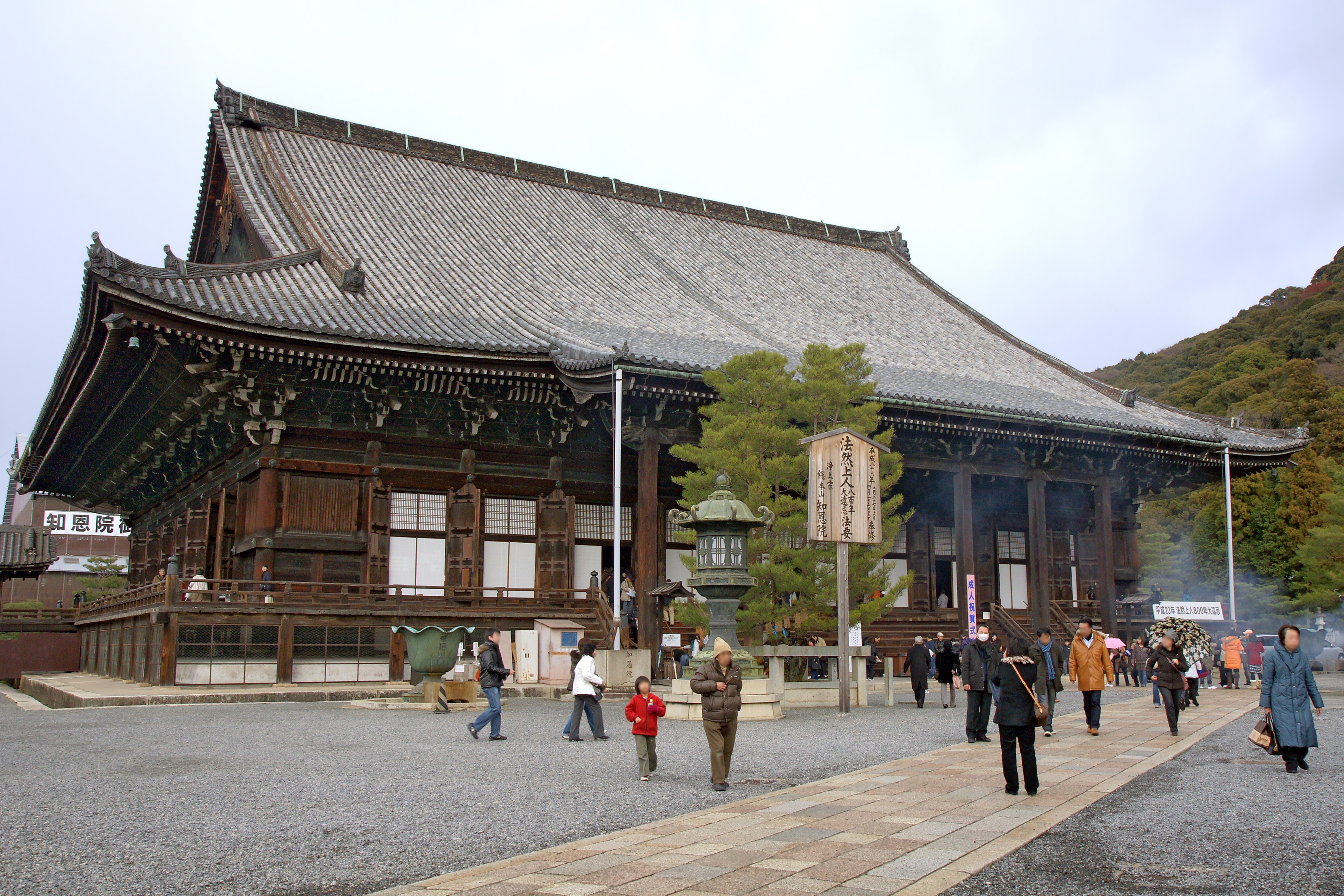
Haupthalle

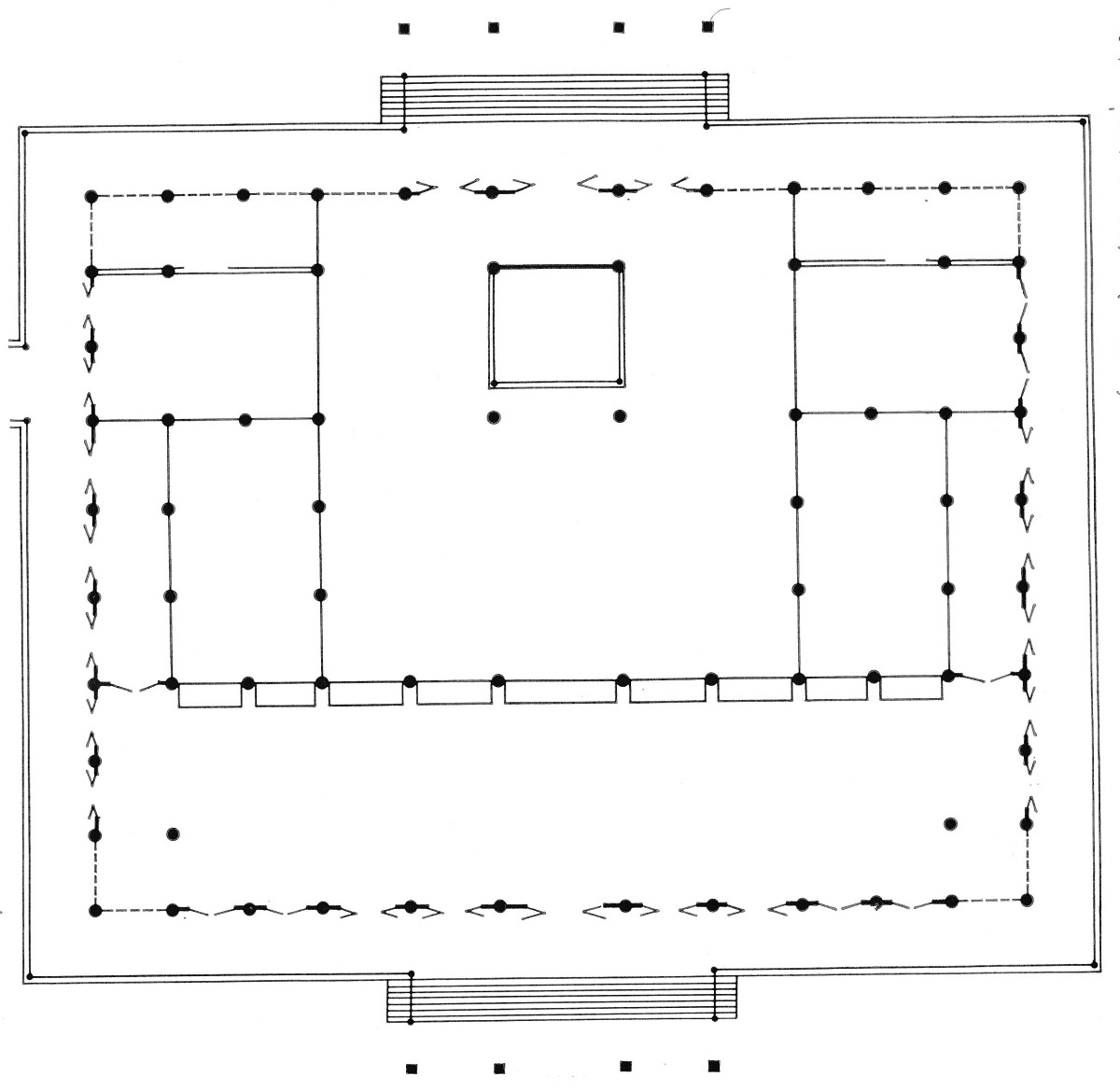
Plan der Haupthalle

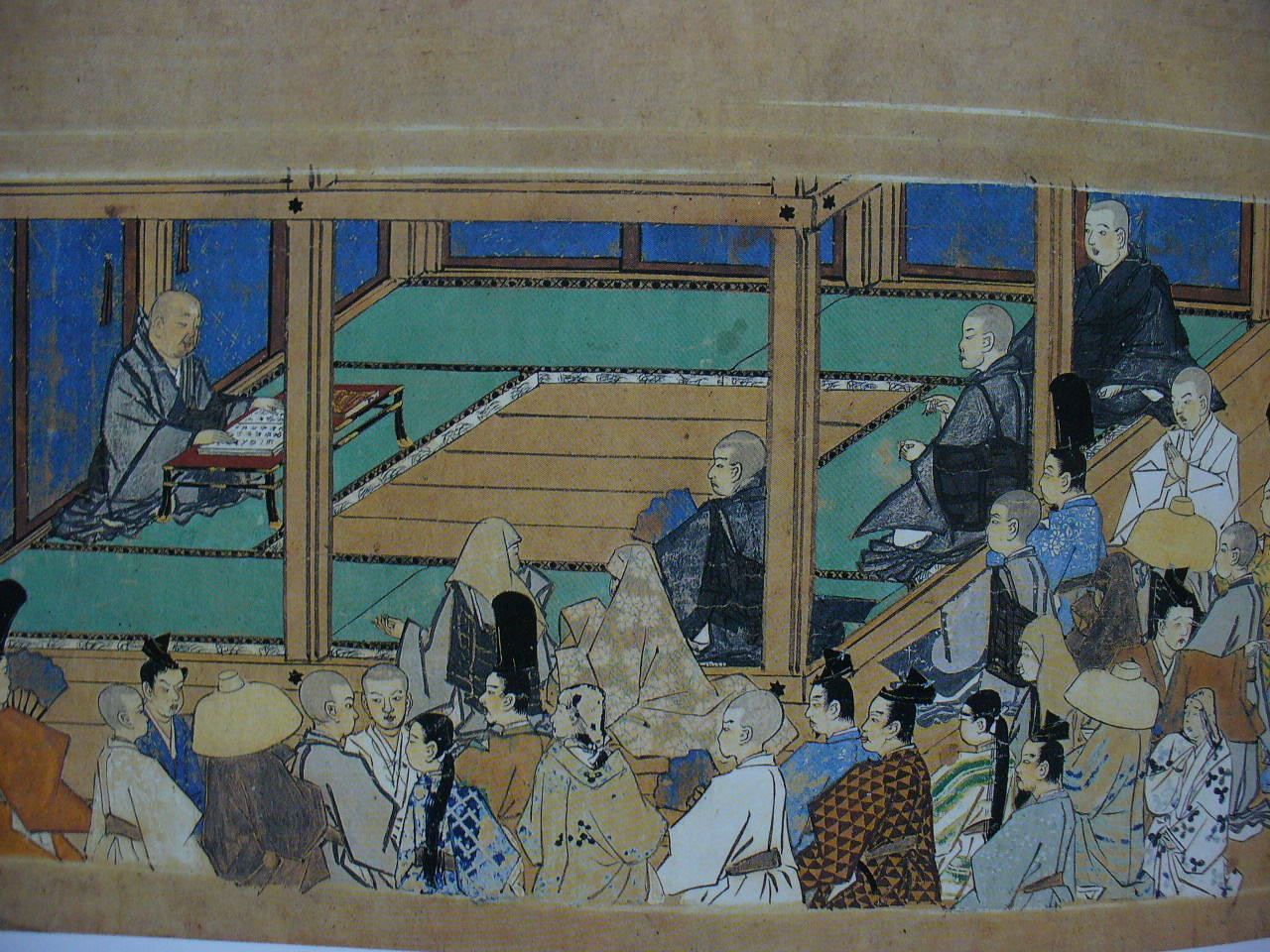
Hōnen-Überlieferung

Das Chion-in (japanisch 知恩院) mit dem Bergnamen Kachōzan (華頂山) ist ein Tempel im Stadtbezirk Higashiyama der Stadt Kyōto, Japan (nördlich vom Maruyama-Park und dem Yasaka-Schrein). Er ist der Haupttempel der Jōdo-Richtung des Buddhismus.

## Geschichte
Die nach Hōnens Tod im Jahr 1212 zunächst errichtete Begräbnisstätte wurde aus Furcht vor den Bonzen des Hiei-zan in Aono am Ostrand von Kyoto verbrannt und die Asche unter den Jüngern verteilt. 1234 stellte Seikambō Genchi (勢観房 源智; 1183–1239) die Begräbnisstätte wieder her und erbaute die Buddha-Halle, die Mie-dō (御影堂) und weitere Gebäude. Diese Tempelanlage wurde Ōtani-ji (大谷寺) genannt. Der Tempel wurde im Ōnin-Krieg zerstört, danach aber wieder aufgebaut.
1523 begann eine Auseinandersetzung mit dem Chion-ji darum, wer der Haupttempel der Jōdo-Richtung sei. 1575 entschied Kaiser Ōgimachi diesen Streit zu Gunsten des Chion-in. Die Machthaber der Zeit, Oda Nobunaga, Toyotomi Hideyoshi und besonders Tokugawa Ieyasu unterstützten den Tempel. Dieser erhöhte die Tempeleinnahmen auf 700 Koku, die dann von der kaiserlichen Familie auf 1040 Koku weiter erhöht wurden. 1633 brannte bei einem Großfeuer der Tempel weitgehend ab, konnte aber, nun vom dritten Shōgun Tokugawa Iemitsu unterstützt, wieder aufgebaut werden. Aus dieser Zeit stammt das heutige Erscheinungsbild.

## Die Anlage
(Nationalschätze sind im Folgenden mit ⦿, Wichtige Kulturgüter Japans mit ◎ gekennzeichnet.)
Man betritt die Tempelanlage durch das große, freistehende Tempeltor (三門 Sanmon; ⦿), das als Nijūmon ausgeführt wurde. Man hat lange angenommen, dass es aus dem Jahr 1619 stammt, aber bei einer baulichen Überprüfung bei vor einigen Jahren fand man Inschriften, aus denen hervorgeht, dass sich die Fertigstellung bis 1621 hinzog. Mit einer Breite von 26,70 Metern und einer Tiefe von 12,30 m ist es das größte Tempeltor in Japan. – Im oberen Stockwerk befinden sich ein Shaka-Buddha und 16 Rakan.
Die große Haupthalle (本堂 Hondō, auch Mie-dō (御影堂); ⦿) misst an der Frontseite 44,82 m und hat eine Tiefe von 32,25 m und ist mit einem Fußwalmdach gedeckt. In ihr wird auf dem zentralen Altarpodest das Bild von Honen verehrt. – Nördlich davon schließt sich der innere Tempelbereich an mit der „Versammlungshalle“ (集会堂 Shūe-dō; ◎). Sie hat eine Fläche von 450 Tatami (742 m²). Die große und kleine Abtresidenz (大方丈 Ōhōjō und 小方丈 Kohōjō; beide ◎) schließen sich nördlich an. Sie sind 1641 im Shoin-Stil erbaut. Die Räume sind von den Künstlern der Kanō-Schule Tsunenobu, Nobumasa und Koi ausgemalt, und zwar in der großen Residenz auf Goldgrund, in der kleinen Residenz als Tuschmalerei. Die Flure sind als „Zwitscherflure“ (鶯張り uguisubari) ausgelegt: die Bodenbretter quietschen beim Betreten. Vor den Residenzen sind Gärten um zwei Teiche herum angelegt. Weiter gehören das große und kleine „Refektorium“ (大庫裏 Ōguri und 小庫裏 Koguri, beide ◎) zum inneren Tempelbereich. Der Zugang zu den Residenzen erfolgt durch ein im chinesischen Stil gehaltenes Tor, ein Karamon (唐門; ◎).
Der außergewöhnlich große „Sutrenspeicher“ (経蔵 Kyōzō; ◎) aus dem Jahr 1621 besitzt ein Pyramidendach. Der Speicher enthält eine vollständige Sutren-Sammlung (一切経 Issai kyō; ◎) aus der Zeit der Song-Dynastie. Südlich davon befindet sich das 1930 errichtete „Beinhaus“ (納骨堂 Nōkotsu-dō), daneben der große Glockenturm (大鐘楼 Daishōrō) mit der Tempelglocke (梵鐘 Bonshō). Die 80 Tonnen schwere Glocke ist die größte in Japan. Beim Läuten zum japanischen Neujahrsfest sind daher 17 Mönche notwendig, um sie zu schlagen. – Abgesetzt im hinteren Tempelbereich steht die Seishi-dō (勢至堂; ◎) genannte Halle zur Zen-Meditation aus dem Jahr 1530.

## Tempelschätze
Zu den Tempelschätzen gehören die folgenden Schriftstücke: das Sutra Bosatsu Shotai kyō (菩薩処胎経, Westliche Wei; ⦿), das Sutra Dairotan kyō (大楼炭経; Tang-Dynastie; ⦿), die Erläuterung Jōgū Shōtoku hōōtei setsu (上宮聖徳法王帝説; Heian-Zeit; ⦿). Weiter besitzt der Tempel die mit farbigen Bildern geschmückte Überlieferung des Lebens Hōnens (紙本著色法然上人絵伝 Shihon choiro Hōnen jōnin e-den; ◎) und andere Bildrollen.

## Bilder

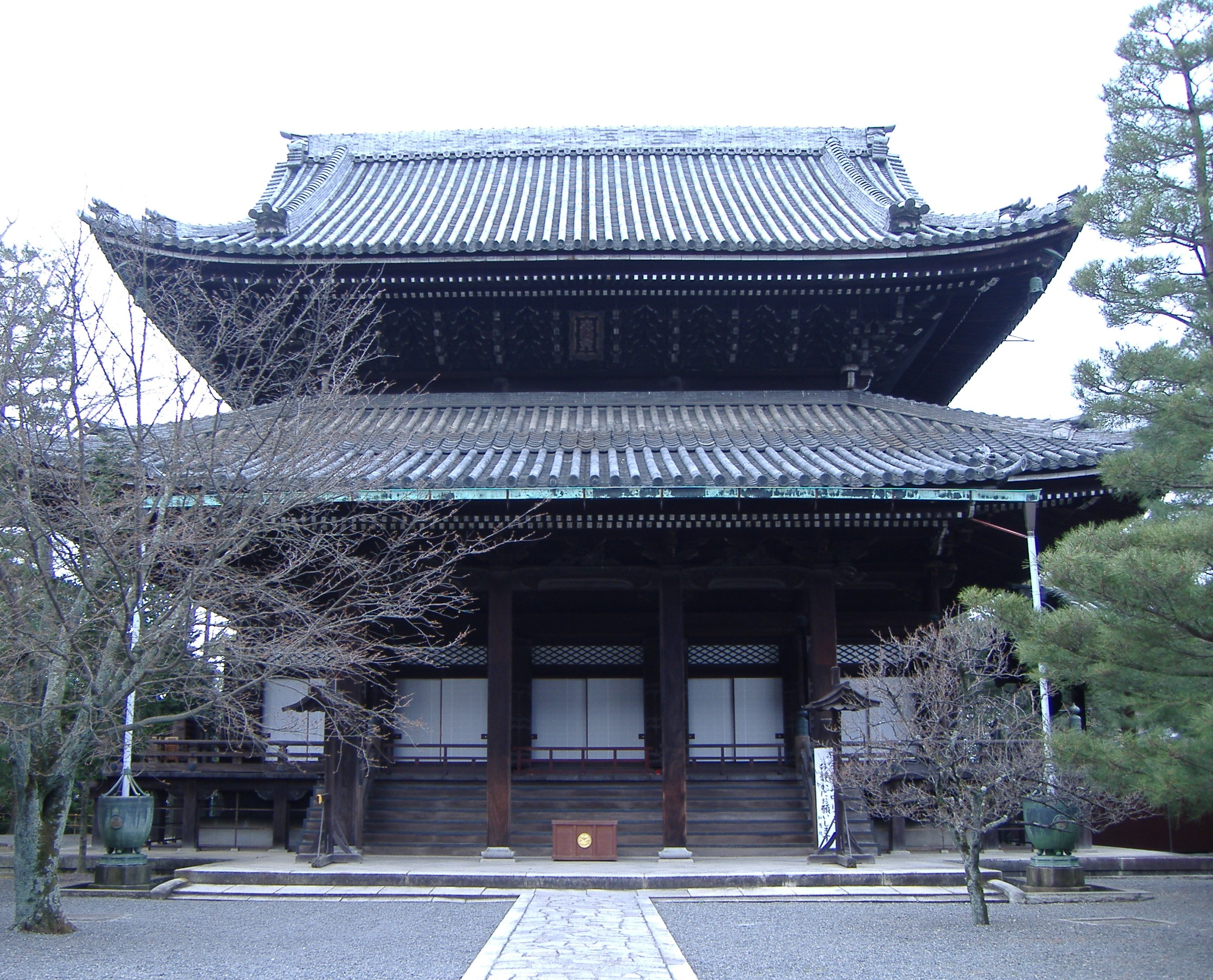
Amida-Halle
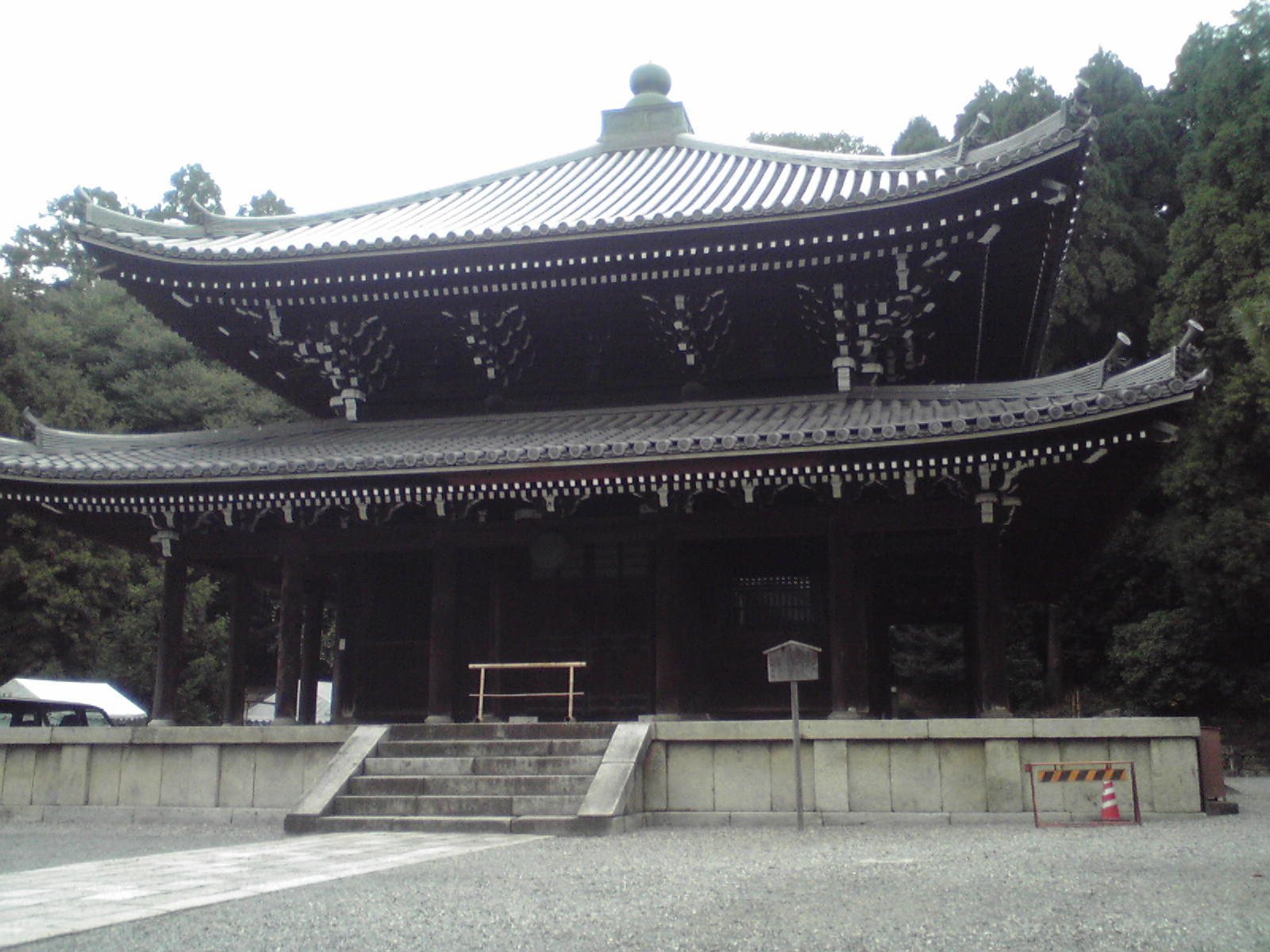
Sutrenspeicher
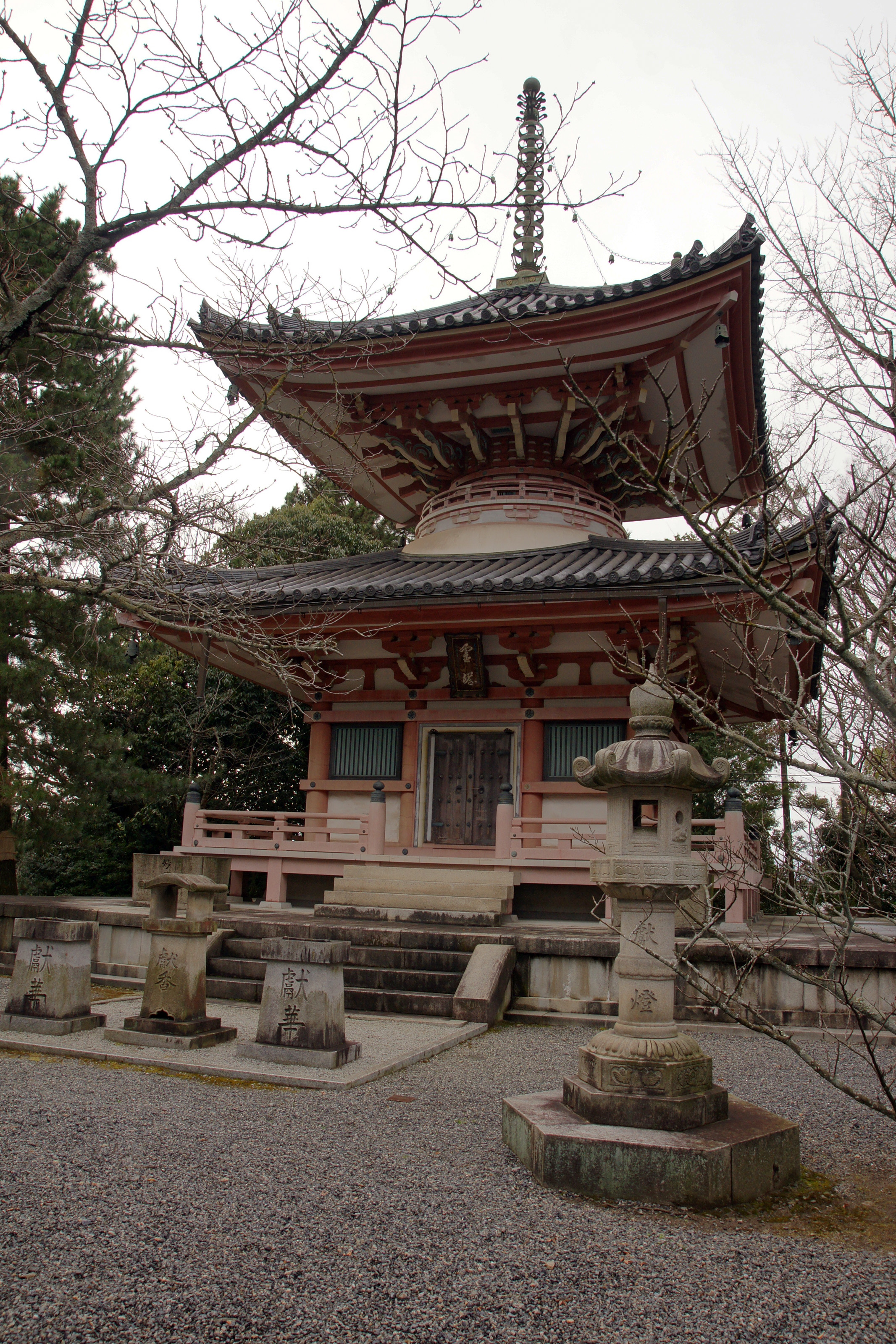
Schatz- pagode
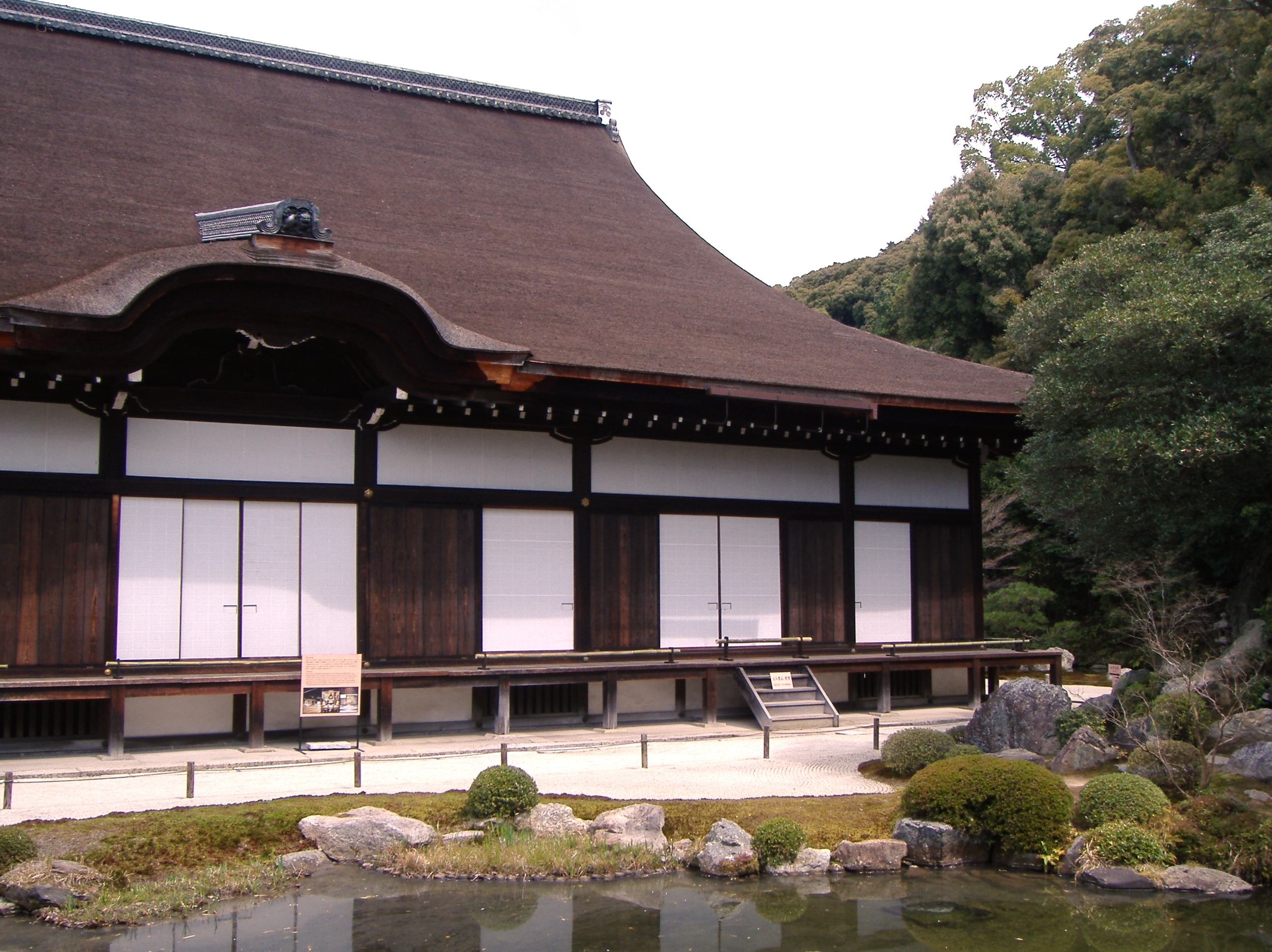
Große Abtresidenz
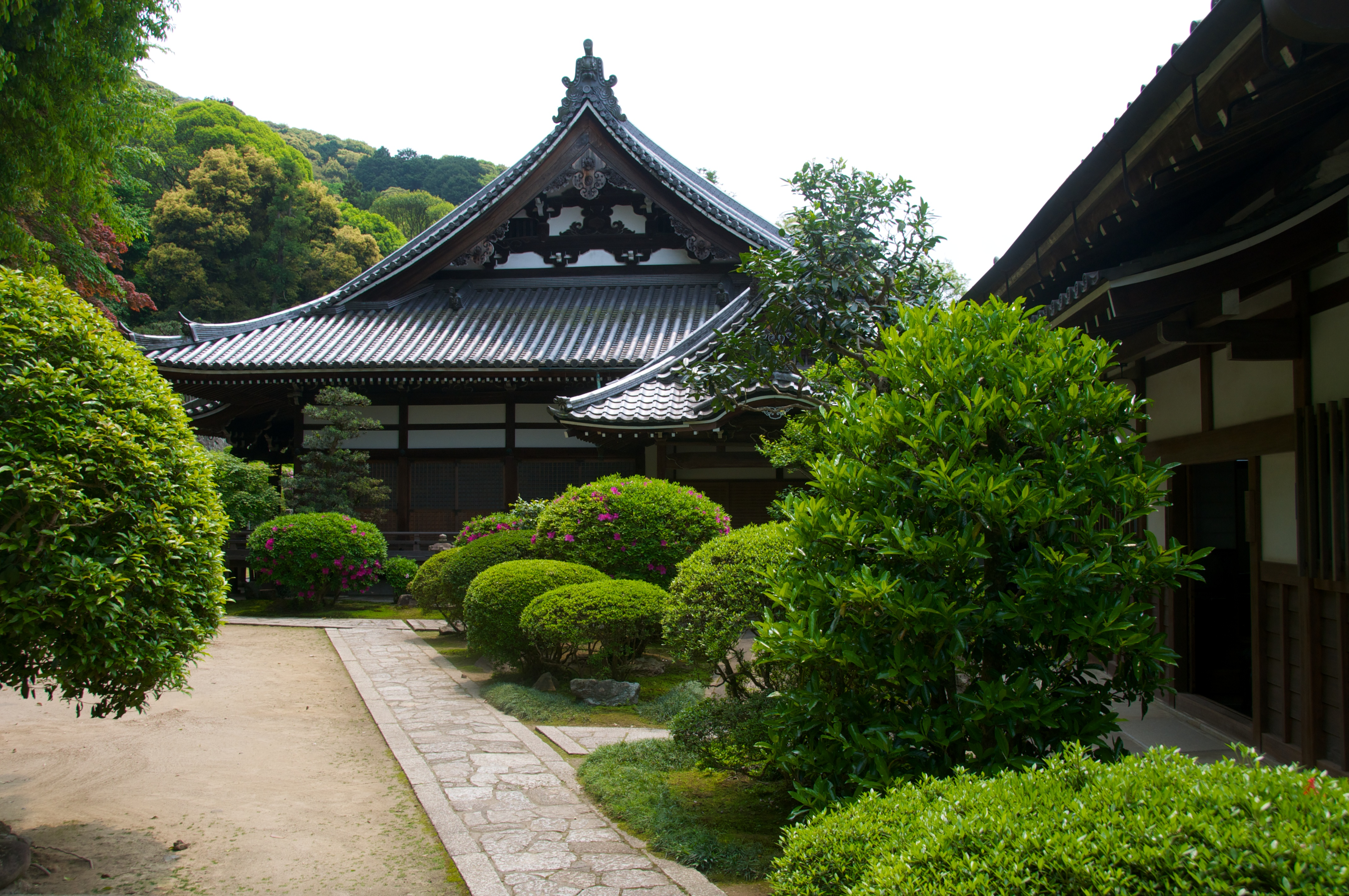
Innerer Tempelbereich
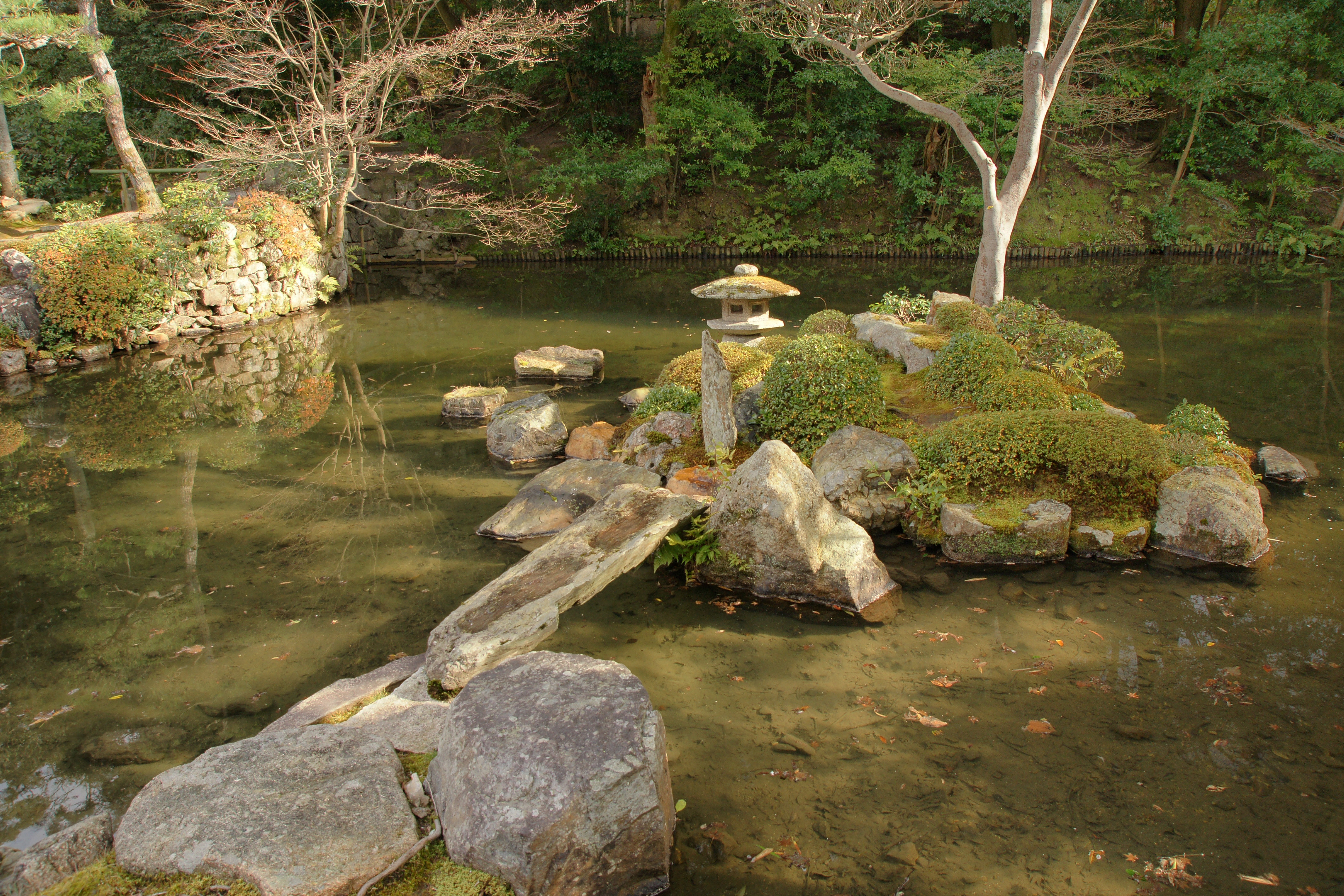
Garten der Abtresidenz

## Benutzte Literatur
- Kyoto-fu rekishi isan kenkyukai (Hrsg.): Chion-in. In: Kyoto-fu no rekishi sampo (chu). Yamakawa Shuppan, 2011. ISBN 978-4-634-24726-0. S. 122 bis 125.
- S. Noma (Hrsg.): Chion’in. In: Japan. An Illustrated Encyclopedia. Kodansha, 1993. ISBN 4-06-205938-X, S. 192.